# Indiansommar (film)
Indiansommar, originaltitel: Indian Summer, är en amerikansk-kanadensisk film från 1993. För regin svarade Mike Binder.

## Handling
En grupp barndomskamrater, nu i trettioårsåldern, träffas på Camp Tamakwa. Tonårsförälskelser väcks till liv och orsakar osämja i gruppen. Lägerchefen erkänner något han gjorde den sommaren och tillkännager något som skulle innebära slutet för Camp Manakwa. 

## Om filmen
Filmen spelades in den 27 augusti–22 oktober 1992 i Algonquin Provincial Park, Ontario, Kanada. Den hade världspremiär i USA den 23 april 1993.

## Rollista
- Alan Arkin – "Unca" Lou Handler
- Matt Craven – Jamie Ross
- Diane Lane – Beth Warden/Clair Everett
- Bill Paxton – Jack Belston
- Elizabeth Perkins – Jennifer Morton
- Kevin Pollak – Brad Berman
- Sam Raimi – Stick Coder
- Vincent Spano – Matthew Berman
- Julie Warner – Kelly Berman
- Kimberly Williams-Paisley – Gwen Daugherty
- Richard Chevolleau – Sam Grover

### Webbkällor
- Indiansommar på Internet Movie Database (engelska)